# Raúl Flórez
Óscar Raúl Iván Flórez Chávez es un político e ingeniero colombiano. Se ha desempeñado como alcalde de Villanueva, diputado en la Asamblea Departamental de Casanare y gobernador del mismo departamento, ocupó este último cargo entre enero de 2008 y abril de 2011 cuando fue destituido e inhabilitado por parte de la Procuraduría General de la Nación debido a irregularidades en la contratación pública.

## Biografía
Flórez se graduó en 1984 como ingeniero civil; desde entonces se dedicó al ejercicio profesional en la región palmera de Casanare y Meta, particularmente en el municipio de Villanueva, participando en la construcción de varias plantas de extracción de aceite de palma entre 1987 y 1993. En 1994 dirigió la sección de infraestructura y servicios públicos de la gobernación de Casanare y decidió postularse a la Alcaldía de Villanueva, obteniendo el cargo para el periodo que comprende del año 1995 al año de 1997. 
En las elecciones de octubre de 2000 fue elegido diputado departamental con la más alta votación de Casanare, lo cual lo comenzó a convertir en un referente para la política regional. Para 2003 Flórez decidió postularse a la gobernación de Casanare y logró aglutinar en torno suyo la oposición al candidato favorito, el exgobernador Miguel Ángel Pérez, pero no le alcanzó para derrotarlo, puesto que finalmente perdió con un resultado de 47.000 votos contra 55.000. 
Tras la derrota electoral vivió en la ciudad de Bogotá por un tiempo y decidió regresar para buscar nuevamente la Gobernación en las elecciones de octubre de 2007, presentándose como candidato del Partido de la U. Flórez apareció como uno de los tres aspirantes más opcionados junto al exgobernador William Pérez y el exalcalde de Yopal y excongresista Efrén Hernández, pero tras la inhabilidad impuesta a Pérez por la Procuraduría General de la Nación, éste decidió apoyar completamente la candidatura de Raúl Flórez, lo cual se reflejó con el resultado electoral al obtener casi 80.000 votos (la votación más alta en la historia del departamento), frente a 40.000 de Hernández. Asumió como gobernador del Casanare el 1 de enero de 2008 y estuvo en este cargo hasta abril de 2011, cuando la Procuraduría General de la Nación lo destituyó e inhabilitó para ejercer cargos públicos por 14 años debido a irregularidades en contratos públicos. Previamente, había suspendido en varias ocasiones por la Procuraduría.